# Martin Eder
Martin Edvard Eder, född 31 maj 1917 i Västerhejde på Gotland, död 9 augusti 1978 i Sala, var en svensk teckningslärare, konstnär och keramiker.
Eder tilldelades ett stipendium från Svenska slöjdföreningen som medförde att han kunde studera i Italien 1947. Han företog därefter studieresor till bland annat Frankrike och Tunisien. Separat ställde han ut i Östersund, Karlskoga och på Lilla Paviljongen i Stockholm. Hans konst består av romantiska landskap i olja eller gouache och keramik med abstrakt stiliserad dekor.